# Mini Ninjas
Mini Ninjas es un videojuego de acción-aventuras desarrollado por IO Interactive y publicado por Eidos Int. (más tarde Square Enix Europe) en 2009. Está disponible para Nintendo DS, Wii, PS3, Xbox 360, Mac y Windows. Fue lanzado el 8 de septiembre en EE. UU. y 3 días después en Europa. 
El juego está disponible para descarga en línea para PC en los catálogos de Eidos Interactive y Steam. El símbolo del juego (ver en la imagen) quiere decir Shinobi (ninja en japonés antiguo).

## Argumento
La explicación introductiva del juego:
| "Hace mucho tiempo, cuando el Señor Maligno fue expulsado por primera vez, el imperio vivió una era de paz y tranquilidad durante más de trescientos años. Sus castillos quedaron vacíos y se convirtieron en ruinas. Los aldeanos de la campiña, ya no vivían atemorizados. A medida que pasaron los años, el secreto de la poderosa magia Kuji permaneció oculto en antiguos santuarios y la gente de las aldeas y las ciudades volvieron a sus vidas cotidianas y a cultivar la tierra. Pero un día, algo cambió. Unas terribles tormentas empezaron a formarse sobre las montañas en el lejano horizonte. Terremotos e inundaciones castigaron las llanuras. Desde las montañas donde vivían y se entrenaban los ninjas, el Maestro Ninja veía que algo terrible estaba pasando en el mundo; algunos hablaban de samuráis que acechaban en los bosques cazando y capturando animales para un propósito desconocido. La verdad, era que el Señor Maligno había regresado. Y había empezado a formar un ejército de secuaces malvados para conquistar el mundo. Comenzó a usar la magia Kuji prohibida para transformar animales inocentes en guerreros samuráis autómatas. El Señor Maligno quería enviarlos a reconquistar sus antiguos castillos para usarlos como bases y aterrorizar la campiña de los alrededores. Pero su plan tenía un fallo: al usar la magia Kuji de ese modo, el Señor Maligno estaba alterando otra vez el equilibrio de la naturaleza, y la ira de los dioses cayó sobre la tierra en forma de terribles tormentas. Cuanto más grandes se volvían sus ejércitos, peores eran las tormentas. El Maestro Ninja no sabía nada de esto todavía, aunque sabía que había que hacer algo para llegar al fondo del misterio. Había jurado proteger el equilibrio de la naturaleza, un juramento que no podía permitirse romper jamás. Así que tomó una decisión. El Maestro Ninja envió a su ninjas más hábil para descubrir la fuente de las tormentas. Pasaron muchos días y noches sin saber nada del ninja. El Maestro mandó a otro de sus mejores alumnos...pero sin resultados. Una y otra vez envió a sus ninjas, pero una y otra vez ninguno regresó. Al final, solo quedaron dos ninjas. Y eran los últimos que hubiera enviado a una búsqueda tan peligrosa. Pero el destino del mundo parecía estar en manos de esos dos últimos ninjas." |

## Jugabilidad
Es un juego de acción-aventura. La historia se sitúa en el Japón feudal. El entorno, paisajes y edificios del juego están basados en ambientes de Japón tales como los campos de arroz, las montañas nevadas, los cerezos, los frondosos bosques de bambú...etc. La combinación de la calidad gráfica y los hermosos paisajes de estilo japonés han sido premiados y halagados por los videojugadores y por los críticos más destacados.
En total, el juego cuenta con seis personajes jugables, cada uno con sus propias habilidades. Estas habilidades pueden ayudarse de armas (como una maza o un arco-y-flecha) o con la Magia Kuyi, basada en hechizos (bolas de fuego, la manipulación del tiempo o el camuflaje).

### La Magia Kuji
La Magia Kuyi o Kuji es la utilizada en el juego y se basa en doce pergaminos, cada uno contiene un hechizo mágico. Esta magia quedó olvidada en templos y santuarios en el Japón Feudal y a partir de entonces los ninjas fueron los únicos en dominarla. El ninja Hiro es el único capaz de dominarla. Los doce pergaminos son:
- Detectar el santuario Kuji: Invoca a los espíritus del bosque para que guíen al ninjas hacia el santuario kuji más próximo.

- Forma espiritual: permite acceder a la dimensión de los espíritus durante un breve lapso de tiempo. Una vez en ella, el espíritu del ninja puede entrar en el cuerpo de otros animales para influir en su conducta.

- Bola de fuego: lanza una bola de energía mágica en forma de fuego hacia la dirección designada. Al impactar, la bola explota causando daños a todo el que esté cerca.

- Tornado: Crea un tornado desbocado que absorbe a enemigos durante un instante y luego los deja caer dañándolos.

- Camuflaje: permite al ninja imitar la forma de un arbusto para confundir a sus enemigos.

- Tormenta de rayos: crea una tormenta eléctrica que descarga relámpagos mortales sobre algunos objetivos al azar dentro del área de efecto.

- Rayo de sol: conjura rayos de luz solar que ciega a los enemigos en su tiempo de exposición. Es muy eficaz contra los espíritus malignos.

- Estallido sónico: emite una onda de choque alrededor del ninja que aleja a todo enemigo que se encuentre cerca.

- Barrera de viento: crea una barrera de viento que redirige cualquier proyectil o flecha hacia la dirección del viento

- Tormenta de hielo: invoca una gélida tormenta de invierno.Los enemigos alcanzados por un fragmento de granizo dentro del área de efecto se congelan durante un breve periodo de tiempo.

- Ralentizar: permite manipular el tiempo en un radio de varios kilómetros a la redonda.

- Meteorito: es el hechizo más destructivo y requiere mucha magia kuji. Desencadena una gran lluvia de rocas incandescentes y meteoros en una amplia zona frente al ninja.

### Armas

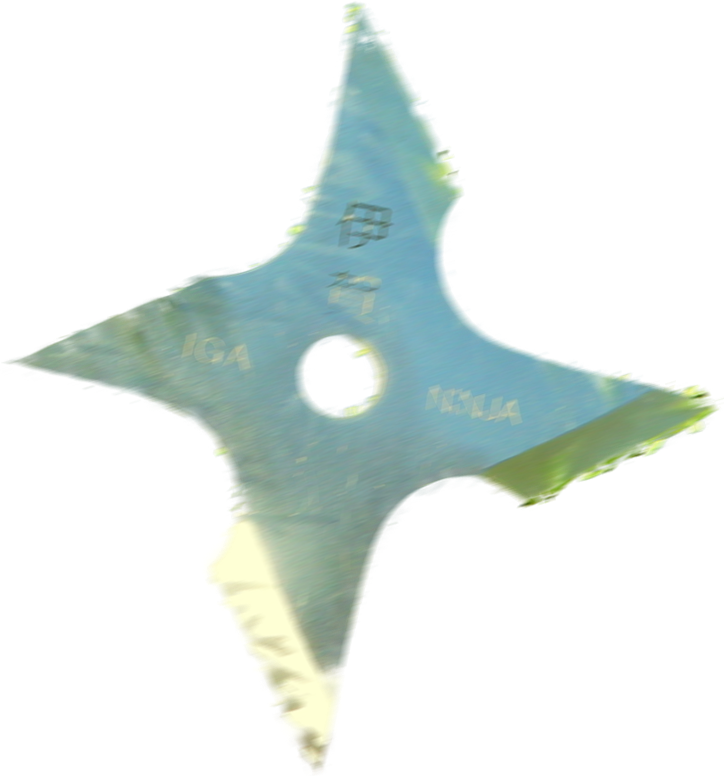
Shuriken

Aparte de la espada, existen otros tipo de armas utilizables en el juego. Un ejemplo son los shuriken, la clásica arma de largo alcance de los ninjas. Tienen forma de estrellas y son de metal. Sirven para aturdir a los diferentes enemigos.
También existen abrojos en el juego. Se pueden utilizar cuando se es perseguido por enemigos lanzándolos al suelo, de forma que los enemigos queden dañados.
Asimismo existen bombas que explotan de diferente manera según el tipo. La más común es la bomba de mano, con la que se tiene que apuntar hacia un enemigo y le explotará causándole graves daños. La bomba de humo, también muy tradicional de los ninjas, produce un humo gris para que el ninja pueda escapar sin ser visto. La bomba de pimienta provoca al ser usada una gran nube de pimienta que hace estornudar o los oponentes. Finalmente la bomba de relojería tiene un temporizador para que explote en un momento determinado.

### Flores
A lo largo del juego se encuentran diversas flores, plantas y setas que se pueden recolectar. Se pueden encontrar en el suelo si es una flor, en el agua si es un nenúfar o en árboles si es una seta. Tienen diversas funciones, la principal es crear pociones mágicas. También sirven para activar santuarios Kuji si se trata de una anémona. La anémona es la flor sagrada de la magia kuji.

### Brebajes y pociones
Estos brebajes son pociones que ayudan al ninja en el ataque y en la defensa. Hay de varios tipos de brebajes y todos se realizan con flores silvestres que encontraras por todos los mapas.
Las fórmulas las tienes que comprar a los Tengu. A medida que avances, desbloquearas nuevas fórmulas. Los tipos son los siguientes:
-curativo
-regeneración de energía KI
-escudo antiflechas
-poción para convertirse en pez
-poción de aceite ardiente 
-Brebaje extraño--Hace que el KI no baje
-poción de eructos
-energía inestable
Los efectos su mismo nombre lo indica. Hay unas pociones como el brebaje de curación samurái que no se puede fabricar.

### Otros objetos
El ninja posee una caña de pescar, para cazar peces de lagos y ríos. Los peces sirven básicamente para alimentarse. Asimismo encontramos panales (también para alimentarse) que se encuentran en lo alto de algunos árboles. Es peligroso recogerlos porque las abejas que habitan en ellos atacarán a aquel que ose tocarlo.

### Los Tengu

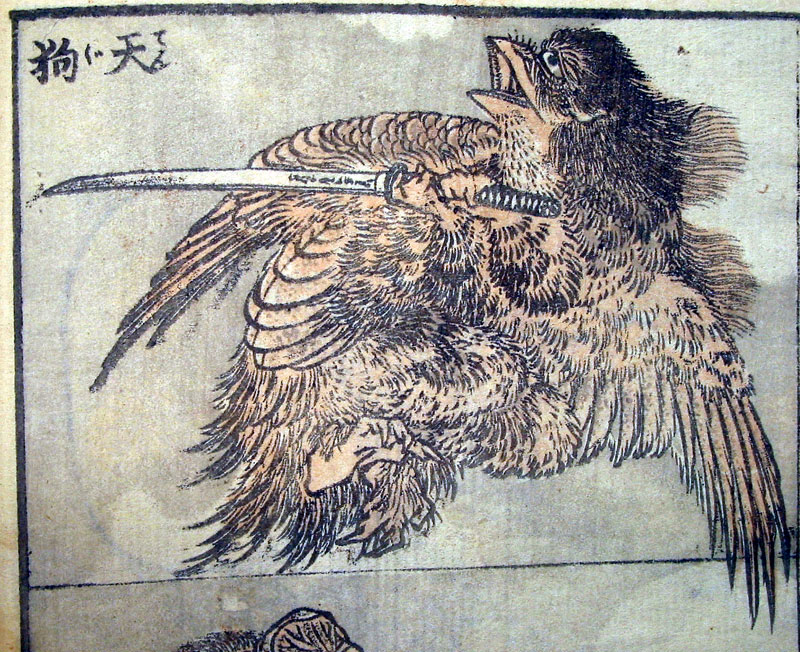
Tengu original

Los Tengu son unos seres mitológicos del Japón medieval y que tienen forma de animal (en este caso, de pájaros). Son los protectores de la magia Kuji. En el juego aparecen diversos Tengus que ayudan a los ninjas en su aventura.

### Ninjas
Los 6 ninjas del juego son:
- Hiro: es el protagonista del juego y el único de los seis capaz de utilizar la magia Kuji. Sus artes espadachines y marciales lo convierten en uno de los ninjas más profesionales del Japón. Aparte de Shun, Hiro es el único ninja que habla en el juego (en japonés), habla consigo mismo para realizar hechizos. Viste como los ninjas tradicionales: de negro, tapándose toda la cara excepto los ojos. Colgada de la espalda lleva la funda de la espada-.[5]

Ataque especial: Hiro puede detener el tiempo y atacar a un número determinado de enemigos a la vez
- Futo: es el segundo ninja y su arma es un gran martillo de madera que le regaló Hiro. Es el más grande de los seis ninjas y el único capaz de luchar contra el Gran Samurái. Futo tiene mucha fuerza bruta y su agilidad y habilidad con la espada son más bien escasas. En cuanto a vestimenta, viste parecido a Hiro, pero con la cabeza al descubierto y rapada y con una máscara negra que le cubría los ojos.

Ataque especial: Rodar en forma de bola y atacar.
- Suzume: es la tercera ninja. Su arma es una flauta Shakuhachi. Esta la utiliza a modo de espada y de cerbatana con dardos. Suzume es muy habilidosa y ligera. Su nombre en japonés significa "Gorrión". Es de carácter fuerte. Se enfada fácilmente. Es la primera ninja que Hiro encuentra en el viaje y al parecer, él está un poco enamorado de Hiro.Viste parecida a Hiro, pero con la cara al descubierto. Su flauta es un cilindro perfecto de unos 50 cm de largo y 10 cm de diámetro.[6]

Ataque especial: aturde a sus enemigos tocando la flauta.
- Shun: es el cuarto ninja y utiliza un arco-y-flecha como arma principal. Es el segundo ninja que rescata Hiro en su viaje (por detrás de Suzume). Shun es un arquero profesional y nunca se queda sin flechas. Nunca ha tenido un contacto manual con alguien; siempre utiliza el arco. Aparte de Hiro, Shun es el único ninja que habla (en japonés), habla consigo mismo. Una de sus grandes habilidades es el camuflaje. Viste como un ninja tradicional pero de color militar.[7]

Ataque especial: Shun puede atar un cohete pirotécnico a una flecha y lanzarlo a enemigos para que les explote en la cara o bien cerca de ellos para asustarlos.
- Tora: es el quinto ninja del juego y cree ser un tigre. Tora es muy enérgico y veloz. Su arma son unas garras de tigre que se creó con unas cañas de bambú y que utiliza con gran destreza. Es el tercer ninja que rescata Hiro en su viaje (por detrás de Shun). Tora fue elegido como Top Ten Ninja para PlayStation por la revista PLAY en 2011.[8] Tora viste con un chaleco de apariencia de tigre.[9]

Ataque especial: se mueve con gran velocidad y emite un fuerte golpe mortal.
- Kunoichi: es la sexta ninja del juego y cuarta ninja que encuentra Hiro (por detrás de Tora). Es también la más joven. El nombre viene de las Kunoichis japonesas. Su arma es una naginata, una lanza japonesa. Es acróbata profesional y se ayuda de la lanza para realizar sus movimientos acrobáticos. Gracias a la naginata puede atacar desde lejos al enemigo. Ella es de carácter tranquilo y solitario. Admira a Suzume y la toma como hermana mayor. Además, está enamorada de Hiro. En cuanto a vestimenta, porta un vestido decorado con flores, un pañuelo con el que se tapa la boca y una diadema que le sujeta el pelo suelto.[10]

Ataque especial: con la lanza crea un ataque helicóptero.

### Villanos
La gran mayoría son animales inocentes que fueron convertidos en samuráis por el Señor Maligno. Por eso en el juego, cuando atacas a un enemigo, este no muere, sino que el animal se libera de la maldición, se rompe el hechizo.
De samuráis hay una gran variedad y dependen del animal "al que representan". Así por ejemplo, un Gran Samurái (El más grande de todos) es un oso pardo o panda. Tipos de Samuráis por color y fuerza:
| - Pequeño samurái espadachín azul - Pequeño samurái arquero azul - Pequeño samurái lancero azul - Comandante azul - Gran samurái azul | - Pequeño samurái espadachín rojo - Pequeño samurái arquero rojo - Pequeño samurái lancero rojo - Comandante rojo - Gran samurái rojo |

Aparte de los samuráis existen otros enemigos, como los monjes komuso. Estos son unos flautistas que emiten bolas de magia negra hacia los animales para convertirlos en samuráis.
También existen otros, mucho más peligrosos y el animal al que representan es un mono japonés o un jabalí. Para identificarlos, basta con mirar si llevan un sombrero japonés rojo en la cabeza y cuchillas en las manos. Sueltan una risa muy aguda y saben teletransportarse (intentarán desorientar al contrincante). Después atacan por la espalda haciendo un sonido característico y entonces clavan una cuchilla. Normalmente se mueven a una gran velocidad, así que la mejor manera de eliminarlos es parar el tiempo con la magia Kuji.

## El juego

### Controles
Los controles varían dependiendo de la plataforma. En Mini Ninjas Wii se utilizan únicamente el Wiimote y el Nunchuck. Para desplazarse se utiliza el stick del nunchuck. El botón C sirve para esprintar durante un determinado tiempo y el botón Z sirve para agacharse. El botón B sirve para atacar y el botón A para seleccionar. Además tiene noción de movimiento. En la versión para PC 

### Gráficos y Música
Los paisajes y entornos de estilo japonés del juego fueron diseñados por el director de arte de IO Interactive, Henrik Hansen. En cambio, Jeremy Petreman creaba el espacio 3D y los escenarios digitales. La música oriental que se escucha en todo el juego la compuso Peter Svarre. Junto a Svarre, colaboraron expertos en música tradicional japonesa.

## Desarrollo
Mini Ninjas se anunció el 19 de enero de 2009 en un tráiler. En principio saldría para PC, Wii, PlayStation 3 y Xbox 360. Sin embargo hubo también una versión para Nintendo DS. La intención de los desarrolladores creando el juego es que "los padres pudieran jugar con sus hijos".
IO Interactive mostró el juego en el E3 de 2009, en el que creó un espacio ambientado en el entorno del juego para que los usuarios se sintieran como en el mismo.
En PlayStation 3, IO Interactive lanzó una demo que se podía descargar a través de la PlayStation Store. Posteriormente se lanzó una para PC.
Además de la página oficial, Mini Ninjas dispone de una página en Facebook, en Youtube y un foro.
En un principio, el estudio danés IO Interactive sorprendió a muchos con este nuevo género de videojuegos, dado que sus géneros más comunes eran de terror y lucha. El director de IO, Niels Jorgensen declaró: "el equipo entero está muy emocionado con el proyecto, porque será un juego único en muchos aspectos. Desde el diseño artístico, hasta los personajes y la profundidad de juego".
Para el desarrollo de la historia hicieron investigaciones locales, es decir, no viajaron a Japón.

## Recepción
En general, Mini Ninjas recibió buenas críticas. Las webs halagaban la calidad gráfica del juego y la música, de estilo japonés. 
|                | PC     | Wii   | DS     | X360   | PS3    |
| -------------- | ------ | ----- | ------ | ------ | ------ |
| Metacritic     | 74%    | 79%   | 61%    | 73%    | 73%    |
| Joystiq        | -      | -     | -      | -      | -      |
| IGN            | -      | -     | -      | -      | 8      |
| GameRankings   | 75'67% | 80%   | 61'90% | 72'56% | 75'52% |
| GameSpot       | 7'5    | 8'3   | 68'5   | 7'5    | 7'5    |
| 1UP            | B+     | -     | -      | -      | -      |
| GameZone       | 6      | -     | -      | 6      | 8'1    |
| YouTube        | 8      | 8     | 8      | 8      | 8      |
| The Times      | 5/5    | 5/5   | 5/5    | 5/5    | 5/5    |
| The Guardian   | 4/5    | 4/5   | 4/5    | 4/5    | 4/5    |
| Vandal         | -      | 9     | -      | 5'9    | 5'32   |
| Promedio       | 77'81  | 84'57 | 75'23  | 74'94  | 77'52  |
| Promedio Total | 78     | 78    | 78     | 78     | 78     |

De todas las versiones, la que mejor acogida tuvo por parte de los usuarios fue la de Wii, ya que tenía un control casi completo. El propio diseñador del juego, Jeremy Petreman, aclaró que le entusiasmaba sobre todo la versión para Wii. Así lo explicaba en su entrevista: Estábamos muy contentos de desarrollar Mini Ninjas para Wii, porque hemos podido meter al jugador en el mundo Ninja a través de interacciones con el Wiimote. El jugador puede sacudir los árboles y arbustos para llegar a cosas que se esconden dentro de estos. También empujar las puertas para abrirlas, recoger flores...etc. El puntero de Wii también se utiliza para muchos ataques secundarios tales como apuntar a un objetivo con flechas explosivas, lanzar hechizos o disparar shurikens.
IGN describió el juego como "A family-friendly ninja affair (...) I consider Mini Ninjas to be an extremely pleasant surprise" (Es una aventura ninja amigable y familiar (...) Considero que Mini Ninjas a ser una sorpresa muy agradable.). 
The Guardian comentó: "The overall effect is almost Zen-like: Mini Ninjas' constant charm renders it calming and even relaxing to play" (En general, el efecto del juego es casi Zen: jugar a Mini Ninjas es calmate e incluso relajante).
Una de las críticas negativas es la falta de modo multijugador.